# سباستین یاکوبیاک
سباستین یاکوبیاک (انگلیسی: Sebastian Jakubiak؛ زادهٔ ۲۱ ژوئن ۱۹۹۳) بازیکن فوتبال اهل آلمان است.
از باشگاه‌هایی که در آن بازی کرده‌است می‌توان به باشگاه فوتبال هراکس آلملو و باشگاه فوتبال هامبورگ اشاره کرد.